# Euagoras z Elidy
Euagoras (gr. Εὐαγόρας) – starożytny grecki sportowiec pochodzący z Elidy, olimpijczyk.
Pierwszy w historii zwycięzca w wyścigu rydwanów zaprzężonych w dwa dorosłe konie (synoris) po wprowadzeniu tej dyscypliny do programu starożytnych igrzysk olimpijskich, co miało miejsce w 408 roku p.n.e.